# Back in the U.K.
Singles de Scooter
Endless Summer
(1995) Let Me Be Your Valentine
(1996)
Back in the U.K. est une chanson de Scooter extraite de l'album Our Happy Hardcore et sortie en novembre 1995. Une version nommée Back in Ireland est sortie spécialement en Irlande le 20 décembre 1995.

## Liste des pistes
| 1. | Back In The U.K. (Long Version)  | 5:25 |
| 2. | Back In The U.K. (Radio Version) | 3:25 |
| 3. | Unity Without Words (Pt. 2)      | 5:30 |
| 4. | Crank It Up                      | 4:08 |

| 1. | Back In Ireland (Long Version)  | 5:24 |
| 2. | Back In Ireland (Radio Version) | 3:49 |
| 3. | Unity Without Words (Pt. 2)     | 5:28 |
| 4. | Crank It Up                     | 4:08 |

## Sample
Back in the U.K. sample une chanson :
- Murder She Said (Miss Marple's Theme) de Ron Goodwin (1961).

## Classements et certifications

### Classements hebdomadaires

#### Back in the U.K.
| Classement (1995)                  | Meilleure position |
| ---------------------------------- | ------------------ |
| Allemagne (Media Control AG)       | 4                  |
| Autriche (Ö3 Austria Top 40)       | 8                  |
| Finlande (Suomen virallinen lista) | 17                 |
| France (SNEP)                      | 48                 |
| Irlande (IRMA)                     | 17                 |
| Pays-Bas (Nederlandse Top 40)      | 27                 |
| Pays-Bas (Single Top 100)          | 29                 |
| Royaume-Uni (UK Singles Chart)     | 18                 |
| Suède (Sverigetopplistan)          | 39                 |
| Suisse (Schweizer Hitparade)       | 6                  |

#### Back in Ireland
| Classement (1995) | Meilleure position |
| ----------------- | ------------------ |
| Irlande (IRMA)    | 14                 |

### Certifications
| Pays             | Certification | Date | Ventes  |
| ---------------- | ------------- | ---- | ------- |
| Allemagne (BVMI) | Or            | 1995 | 250 000 |